# Raphinha
Raphael Dias Belloli (Porto Alegre, 14 de dezembro de 1996), mais conhecido como Raphinha, é um futebolista brasileiro que atua como meio-campista e ponta. Joga pelo Barcelona.

## Carreira

### Categorias de Base
Raphinha começou sua vida no futebol por equipes varzeanas do Sul do Brasil. Chegou a jogar em times como Cobal, Monte Castelo e Udinese FC.
| “                                                                            | A gente sempre viu que ele ia ser diferenciado, mesmo quando ainda pequeno, vindo acompanhar o pai e o tio. Era uma batida de bola diferente. A gente disputava os torneios da prefeitura e ele sobrava no meio dos guris. | ” |
| — "Seu Farias", presidente do Cobal na época que Raphinha integrou a equipe. | |   |

Sua vida pessoal interferia diretamente em seus primeiros anos jogando futebol, ainda que não profissionalmente, pois a equipe (gaúcha) do Udinese FC, que era liderada pelo primo dele, exigia que os garotos levassem boas notas para continuarem tendo acesso ao projeto social que a equipe fazia parte. Contudo, o brasileiro não conseguia cumprir com esses requisitos e também possuía dificuldades de conciliar o futebol com seus estudos.
Após sair do futebol amador, o jovem buscou ingressar nas Categorias de Base do Internacional, mas foi em um projeto piloto de Ronaldinho Gaúcho que Raphinha pôde, finalmente, passar um ano treinando com o Grêmio. Sua permanência não foi duradoura. O jogador havia sido preterido em ambas as equipes por conta de sua baixa estatura e pouco peso corporal.
No Tricolor, a família do jogador tinha dificuldades para passar o mês. A partir de sua saída do time gremista, o jogador, então, decidiu ir ao Porto Alegre, clube da família Assis Moreira, e lá integrou a base por dois anos, até o fechamento das Categorias de Base. Após isso, Raphinha rodou por vários times de várzea novamente.
Uma reviravolta aconteceu com Raphinha quando ele tinha 16 anos. Após jogos na várzea, um empresário se interessou por ele e o levou para ficar nas Categorias de Base do Audax, de São Paulo. Apesar de estar em uma equipe com mais visibilidade, sua estadia no time não foi fácil, e o jogador pensou em abandonar o futebol enquanto ainda estava na Base do clube do Sudeste.
| “                                                                | Uma vez ele torceu o tornozelo, que ficou do tamanho do joelho. O treinador dizia para ele: “Tu tem que jogar no Inter ou no Grêmio, aqui tu tá tirando espaço dos paulistas.” Um menino de 16 anos. Ele dizendo que era "migué", e todo mundo vendo que o tornozelo do guri não estava normal. Ele ligava chorando para casa e a gente não podia fortalecer a raiva dele naquele momento, não podia crucificar o treinador para que ele não desistisse. A gente conversou com a psicóloga do clube. Ele (Raphinha) falou “acho que vou parar, acho que não quero mais o futebol”. Eu falei: “Tu tens 17 anos, vai ter que voltar, trabalhar e, infelizmente, não tem prática em nada. No mínimo, vai ter que trabalhar num mercado de empacotador e à noite vai estudar. É isso que você quer?” Aí ele respondeu: “O que eu não quero é continuar aqui”. Você imagina, o cara ser escorraçado com 16 ou 17 anos e longe de casa? | ” |
| — Rafael, pai de Raphinha, sobre a passagem do jogador no Audax. | |   |

Seu tempo no Audax foi curto, pois o time foi vendido no ano que ele completou 17 anos. Com isso, teve de retornar para sua cidade e buscar uma equipe nova. Lá, recebeu uma proposta do Imbituba, da Segunda Divisão Catarinense Sub-20. Ele aceitou, e foi jogando em Santa Catarina que ele conseguiu a atenção de uma das equipes mais tradicionais do estado.

### Avaí
Após destaque no futebol local, o Avaí Futebol Clube o contratou em 2014. Contudo, o pai do atleta diz que sua permanência na equipe foi ameaçada ainda no primeira mês de Raphinha nas Bases do Clube:
| “                                                  | No começo não teve interesse do Avaí. Teve do Criciúma, Joinville, Figueirense e acho que da Chapecoense também. O Figueirense tinha uma proposta oficial, o contrato era de dois anos, se não me engano. Os agentes dele na época, que estão juntos até hoje, me perguntaram se eles poderiam oferecer o Raphinha no Avaí por eles terem mais relação. [...] Eu disse: “Pode, relação é tudo”. Daí os caras foram e ofereceram. No primeiro mês, o clube ligou falando “não vai dar para ficar”. [...] “Não é o que a gente precisa”, disseram. Os caras pediram: “Só dá mais uma chance, deixa ele aí um mês”. O resto todo mundo sabe. | ” |
| — Pai de Raphinha sobre o início do filho no Avaí. | |   |

Depois, o jogador passou a continuar na equipe e foi elogiado pelo treinador na época:
| “                                                    | Desde quando o observamos em um amistoso contra o nosso profissional, detectamos um atleta muito promissor, ousado, que enfrentava nossos jogadores de igual para igual. Mesmo quando errava, tentava na jogada seguinte, e isso também nos chamou muita atenção. Com o passar dos anos, além de confirmar o que projetamos, mostrou ainda mais. Sempre foi extremamente dedicado. | ” |
| — Fábio da Cunha, treinador do jovem na base azurra. | |   |

Na base do clube havia também outro jogador que se destacaria em solo inglês: o zagueiro Gabriel Magalhães. Os dois atingiram demasiado destaque em seus dias de Premier League e foram convocados pelo técnico Tite em algumas oportunidades para defender a Seleção Brasileira no futuro.
No dia 7 de outubro de 2015, Raphinha foi integrado ao elenco principal do Avaí. Raphinha já havia integrado a equipe na Copinha e na Copa Ipiranga. Seu desempenho positivo na Base chamou a atenção de Deco, o ex-jogador luso-brasileiro, que o agenciou desde então.

### Vitória de Guimarães

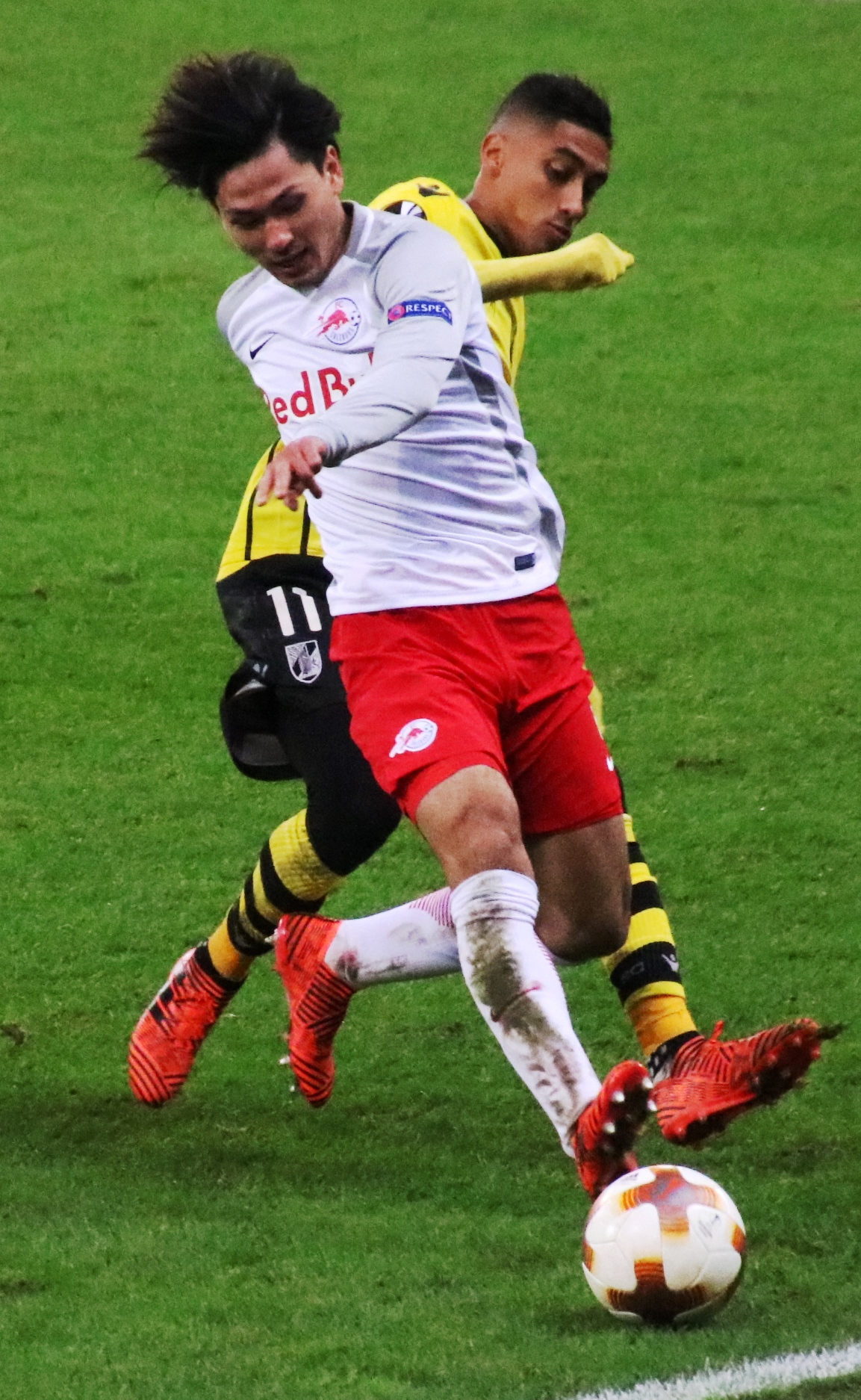
Raphinha, disputando uma bola com Takumi Minamino, em 2017.

Sem estrear profissionalmente, no 2 de fevereiro de 2016, Raphinha foi vendido pelo Avaí por 600 mil euros (R$ 2,7 milhões na cotação da época) ao Vitória de Guimarães.
Raphinha fez sua estreia no dia 13 de março de 2016 contra o Paços Ferreira.
Em sua estadia, o brasileiro precisou passar por uma época na equipe B do Vitória, apenas para, na temporada seguinte, atuar por 41 partidas e marcar 4 gols e 6 assistências. Ainda em sua primeira temporada na equipe principal, o jogador chegou até a final da Taça de Portugal de 2016–17, onde amargou o vice-campeonato após serem derrotados pelo Benfica.
Na sequência, o atleta finalmente explodiu no cenário do futebol europeu. Em 43 partidas, o brasileiro conquistou a marca de 18 gols, sendo 15 deles feito no Campeonato Português.
Como saiu do time, rumando outra equipe portuguesa, ao fim dessa época, o jogador quis demonstrar seu carinho pelo seu ex-clube não comemorando ao marcar seus tentos contra Os Vimaranenses. Ele declarou em entrevista:
| “                                                                   | Sem dúvida, devo tudo ao Vitoria de Guimarães, foi um clube que me lançou nos séniores e é um clube pelo qual tenho muito carinho. | ” |
| — Raphinha, sobre não comemorar gols contra o Vitória de Guimarães. | |   |

O jogador seria vendido ao fim dessa temporada, mas foi relembrado em 2022 durante o centenário do clube Português. Lá, o brasileiro recebeu homenagens e esteve presente no Melhor Time da História do Vitória de Guimarães. Nessa seleta lista, dividiu o ataque com os Vitor Paneira e Paulinho Cascavel. Outro brasileiro integrou a equipe, o zagueiro Pedro Geromel.

### Sporting

#### 2018–19
Foi anunciada sua venda para o Sporting no dia 23 de maio de 2018. O brasileiro assinou por 5 temporadas com os Leões. Ele fez sua estreia em 12 de agosto contra o Moreirense.
Ele marcou seu primeiro gol pelo clube em 20 de setembro de 2018 contra o Qarabag na vitória por 2-0 na UEFA Europa League 2018-19.
A passagem do jogador rendeu-lhe seus primeiros títulos coletivos. Em sua primeira temporada, o jogador conquistou dois troféus: o da Taça da Liga e o da Copa de Portugal.
O time conseguiu vaga até as eliminatórias da Liga Europa, mas deixou a competição ainda nos 16 avos, diante o Villarreal e garantiu a 3ª colocação na Liga.
O brasileiro conseguira participar de diversas partias, 35 ao todo, e balançou as redes em sete oportunidades. Na época seguinte, no entanto, o jogador participou apenas de cinco jogos, onde marcou dois gols na mesma partida, e deixou o time rumando à Ligue 1.

### Rennes

#### 2019–20
Raphinha foi negociado no fim da janela de transferências do verão europeu de 2019, no dia 1 de setembro de 2019. O atacante foi contratado pelo Rennes, da França, por 21 milhões de euros (R$ 91 milhões na época). Raphinha escolheu número 7 para usar em sua camisa.
Em 14 de setembro, ele fez sua estreia na Ligue 1 contra o Brest. Em 10 de novembro de 2019, ele marcou seu primeiro gol pelo Rouge et Noir contra o Amiens (vitória por 3-1).
No clube, o jogador repetiu um dado similar ao de sua temporada. Em 30 partidas, marcou 7 gols e teve um desempenho na regular campanha da equipe até a semifinal da Copa da França naquela temporada. No Campeonato Francês, o jogador teve momentos de destaque, mas seu principal jogo aconteceu quando marcou um doblete ajudando o time a vencer o Nantes por 3 a 2 na 22° rodada.
O clube conseguiu a 3° posição no Campeonato, mas o jogador deixou a equipe no início da época seguinte após estufar as redes em uma oportunidade em seis jogos.

### Leeds United

#### 2020–21

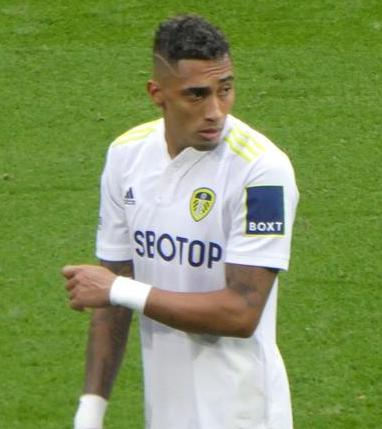
Raphinha em 2021 pelo Leeds.

No dia 5 de outubro de 2020, Raphinha foi contratado pelo Leeds United.
Jogando na Premier League, o brasileiro destacou-se rapidamente com o time por marcar seis gols com a camisa da equipe de Leeds. O jogador conseguira também auxiliar seus companheiros através de suas nove assistências, em especial a feita na 20° rodada quando passou para Jack Harisson desempatar a partida diante o Newcastle United. Nessa mesma partida, Raphinha abrira o placar que logo terminaria em 2 a 1.
Após ótima temporada de 2020–21, o Leeds anunciou que o Raphinha seria o novo camisa 10.

#### 2021–22
Concluindo sua passagem em solo inglês, o brasileiro conseguiu se destacar ainda mais. Com 14 participações em gols, sendo 11 tentos, Raphinha tornou-se a principal figura do elenco.
O atleta chegou a marcar contra equipes do alto escalão inglês, como Chelsea, Arsenal, Everton e Manchester United. Na mesma época que marcou contra a equipe vermelha de Manchester, o jogador foi nomeado para disputar o Prêmio de Melhor Jogador do Mês de Fevereiro da Premier League. Contudo, foi vencido por Joël Matip.
Contudo, ainda que tivesse marcado um gol de pênalti contra o Brentford na última rodada, Raphinha não pôde evitar a equipe de ser rebaixada ao fim do Campeonato Inglês. Com isso, já que chamou muito a atenção de diversas equipes da Europa, o brasileiro deixou a Inglaterra, tendo marcado 17 gols e 11 assistências em 67 partidas.

### Barcelona

#### 2022–23

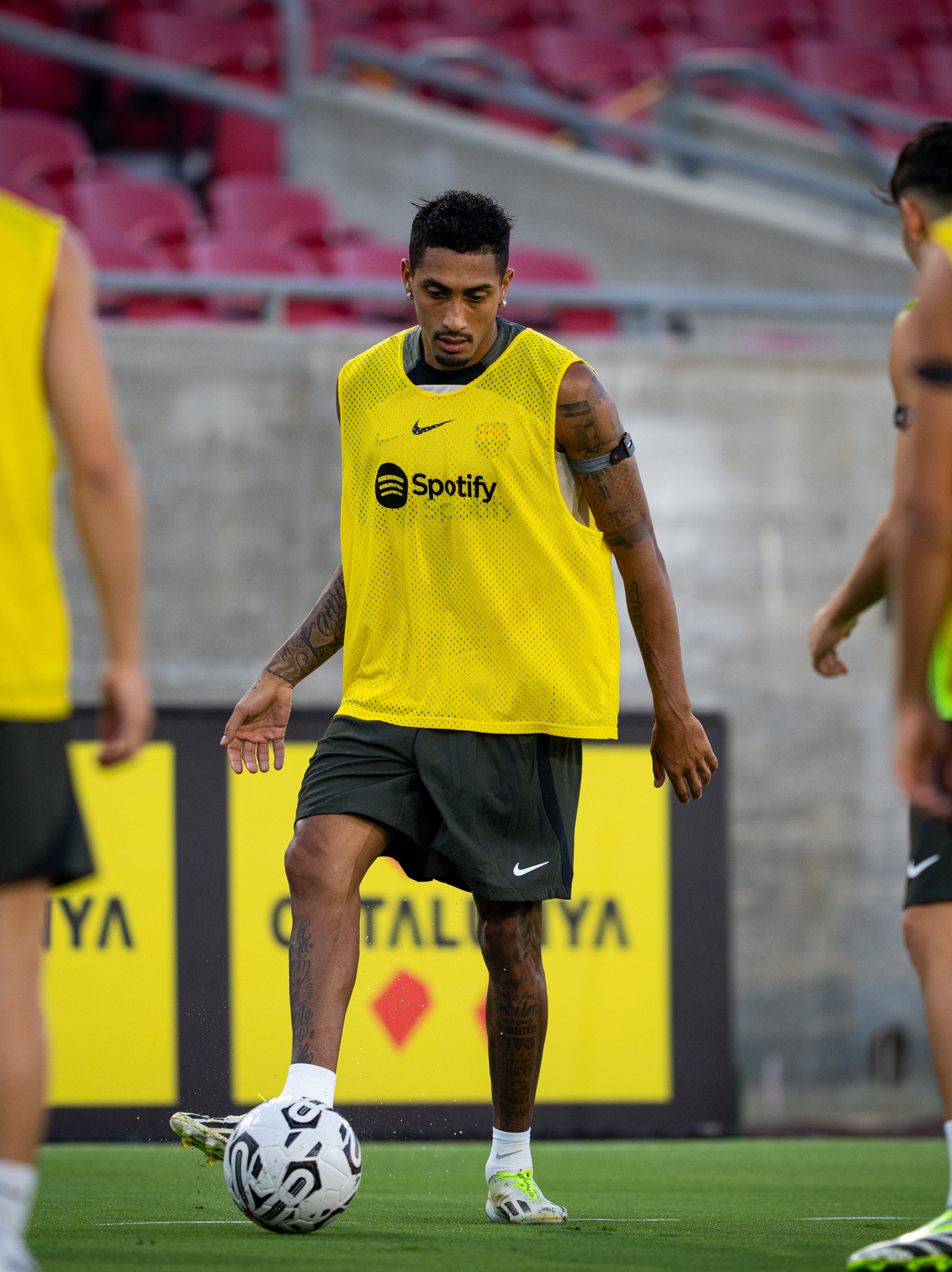
Raphinha treinando com o elenco do Barcelona, em 2023.

No dia 13 de julho de 2022, Raphinha foi anunciado pelo Barcelona. O acordo inicial prevê o pagamento de 49 milhões de libras, podendo chegar a 55 milhões de libras.
Raphael estreou pelo Barcelona com um gol e duas assistências no jogo de preparação diante do Inter Miami, nos Estados Unidos. Alex Balde fez o cruzamento em direção ao companheiro e Raphinha, bem posicionado atrás dos zagueiros, aproveitou o lançamento e, com a perna esquerda, arrematou a gol sem chances de defesa do goleiro do Miami.
Em 24 de julho de 2022, Raphinha roubou a cena e garantiu a vitória de 1 a 0 diante do rival Real Madrid, em amistoso de pré-temporada, logo no seu primeiro El Clásico que foi disputado em Las Vegas, nos Estados Unidos.
Raphinha estreou com o Barcelona no dia 13 de agosto de 2022 na partida que abriu o Campeonato Espanhol. Na ocasião, jogou 60 minutos em um empate sem gols contra o Rayo Vallecano.
O brasileiro só viria a fazer sua primeira participação em gol na rodada 3 quando deu uma assistência na goleada por 4–0 contra o Real Valladolid. No jogo seguinte, contra o Sevilla, marcou seu primeiro gol e atuou por 90 minutos pela primeira vez desde que estreou em La Liga. Todavia, tivera jogos menos inspirados e só voltaria a fazer um gol contra o Osasuna na 14ª rodada. O gol do sul-americano ocorreu aos 85 minutos e fez com que a equipe vencesse o adversário por 2–1 de virada. Tal tento ajudou também o time a conquistar a liderança da competição, posição que os Culés mantiveram até o findar da 38ª jornada.
A virada de ano fez com que o jogador fosse melhor utilizado pelo comandante e ídolo catalão Xavi. Com a virada de turno, ele chegou a cinco gols, na Liga, em um período de quatro meses, mas abdicou de balançar as redes adversárias depois do mês de abril.
Apesar de terem perdido para o Real Madrid na semifinal da Copa del Rey, competição que o brasileiro marcou dois gols nas duas primeiras partidas, a equipe tivera um desempenho melhor na Supercopa da Espanha. Inicialmente, o clube venceu o Real Betis nas penalidades sem que Raphinha tivesse a oportunidade de cobrar um pênalti por ter sido substituído aos 86 minutos de jogo. Na final, também não fizera tento algum, mas viu a equipe sobressair-se diante a equipe comandada por Carlo Ancelotti e os vencerem por 3–1.
A equipe também disputou a Liga dos Campeões da UEFA de 2022–23; mas lá tivera um desempenho muito irregular. Em seis jogos, a equipe venceu apenas duas partidas e somou pontos apenas para ficar na 3ª colocação em um grupo formado por Bayern de Munique, Internazionale e Viktoria Plzen. Os Culés venceram apenas esta última equipe e Raphael foi responsável por dar duas assistências no jogo final vencido por eles por 4–2.
Com a colocação, eles rumaram á Liga Europa da UEFA de 2022–23, e o brasileiro destacou-se no jogo dos 16 avos ao marcar um gol e dar uma assistência em um empate por 2–2 contra o Manchester United de Erik ten Hag. Apesar do desempenho positivo, ele sequer tivera a oportunidade de disputar os 90 minutos, pois foi substituído aos 83 e a sua reação alterada no banco de reservas acentuou especulações sobre a má relação com o treinador Culé. Eventualmente, os catalães foram eliminados no jogo seguinte, mas Raphael pediu desculpas ao técnico após o ocorrido no jogo de ida:
| “                                  | Aproveito para pedir desculpas a todos, aos Ferrán e ao técnico (Xavi), ao time, aos torcedores... Às vezes queremos tanto ajudar a equipe a vencer, que há momentos como este que não podemos nos controlar. Sei que cometi um erro e não se repetirá, somos seres humanos. Foi apenas uma vontade de vencer. O treinador sabe que isso vai acontecer depois, mas às vezes não controlamos nossos sentimentos. Amanhã volto a pedir desculpa à equipe e peço desculpa por tudo o que aconteceu depois do jogo. | ” |
| — Raphinha sobre atitude com Xavi. | |   |

Ele terminou sua primeira temporada pelo Barcelona, na qual conquistou o título da La Liga, também tendo feito um total de dez gols e distribuído 12 assistências. Tantos passes fizeram com que o atleta se tornasse o jogador com mais passes para gol do Barcelona em tal época.

#### 2023–24
O Barcelona confirmou em 30 de setembro, que Raphinha sofreu uma lesão na parte posterior da coxa direita durante a vitória do Barça por 1 a 0 sobre o Sevilla. O departamento médico estimou que ele ficaria até quatro semanas parado. A temporada do brasileiro era muito irregular. O jogador estava ocupando a mesma posição da jovem promessa Lamine Yamal, que já havia marcado gol na época em que Raphael esteve ausente por lesão, e não conseguia performar da maneira esperada pelos adeptos e diretoria na La Liga, apesar de ser defendido pelo treinador Xavi. Até o fim da primeira parte da época, o atleta havia balançado as redes em três oportunidades, e igualou esses números no decorrer de 2024.
O jogador concluiu sua passagem na La Liga dessa época com seis gols e nove assistências, mas não conseguiu nenhum título em competição alguma. Em solo espanhol, o brasileiro estufou as redes na estreia do clube na Copa do Rei, mas deixou de jogar mais partidas por lesões que também o tiraram da decisão da Supercopa da Espanha.
Ainda que também tivesse tido um final negativo, o jogador foi peça importante nas últimas partidas dos Culés na Liga dos Campeões da UEFA de 2023–24. Em seu debut, tentou fazer um cruzamento e a bola bateu em Jelle Bataille, defensor do Royal Antwerp FC, e foi assinalado um gol contra em favor do Barça. Na sequência, Raphinha novamente jogou na bola na área e coube a João Félix estufar as redes e ajudar na goleada de 5 a 0 em favor do time catalão.
No jogo de volta das oitavas de final, o Barcelona conseguiu superar a Napoli por 3 a 1, sendo Raphinha o responsável por participar de dois gols. Na primeira, deu um passe para Fermín López abrir o placar. Futuramente, finalizou a pelota na trave e ela sobrou nos pés de João Cancelo, que marcou um dos três tentos do clube.
Em 10 de abril, Raphinha marcou um Bis na vitória do Barcelona sobre no PSG por 3 a 2 fora de casa, jogo válido pelas quartas de final da Champions League. Na partida de volta, ele marcou outro gol no goleiro Gianluigi Donnarumma, mas a equipe parisiense reverteu o placar agregado e goleou o time de Raphinha por 4 a 1 e se classificou à próxima fase.
Raphinha terminou a época em baixa. Apesar dos 10 gols e 11 assistências em 37 partidas, sua permanência no time espanhol não era certa, já que Xavi havia deixado o cargo e o Al-Hilal estava interessado em contratá-lo. A equipe do Camp Nou passava por dificuldades financeiras e a venda do sul-americano podia render aos cofres Culés cerca de 90 milhões de euros.

#### 2024–25
Uma incerteza rondou a permanência de Raphael na equipe. Ainda na primeira janela de transferências da época, o atleta foi vinculado a outras ligas assim que Deco comunicou ao agente do brasileiro que ele procurasse outro time. No entanto, Hansi Flick, treinador do time da Catalunha, optou por permanecer com o Raphinha. Ressaltando a importância dele, o Barcelona pôs o atacante como um dos capitães do elenco na temporada.
O comandante do time iniciou sua passagem no país abordando uma formação diferente do treinador anterior. Aproveitando o talento de Lamine Yamal no lado direito, Flick posicionou Raphinha no centro do campo, ficando atrás de Robert Lewandowski e entre os pontas. Seu início foi muito positivo, o brasileiro sofreu um pênalti na primeira rodada, garantindo a virada de 2 a 1 diante o Valencia; deu uma assistência para Pedri no jogo contra o Rayo Vallecano na terceira partida; e marcou um hat-trick contra o Real Valladolid no jogo seguinte.
Eventualmente, Raphinha passou a jogar pela ponta esquerda – fazendo com que o brasileiro atuasse de maneira invertida, pois seu lado mais forte era no extremo oposto. Contudo, Flick aproveitou o que poderia ser um improviso para fazer do jogador o grande destaque do elenco. Raphael voltou a ter grande performance ao marcar um doblete contra o Villarreal apenas dois jogos depois do seu hat-trick diante o Valladolid. Futuramente, no El Clássico, marcou um gol na grande vitória do Barcelona por 4–0 no Estádio Santiago Bernabéu, seguido de um novo gol contra o Espanyol em um confronto de times catalães.
Seguindo sua carreira, assumindo o posto de capitão em muitas partidas, Raphinha marcou sequencialmente contra Celta de Vigo e Las Palmas até, na rodada 19, voltar a fazer um doblete contra o Mallorca. Futuramente, voltaria a comemorar uma bola na rede em partidas que deixavam os Culés vivos por uma chance de título de Liga, já que fizera gols contra o Valencia e Sevilla quando a equipe sequer estava na segunda colocação. Na 25ª rodada, contra o Las Palmas, o brasileiro deu um passe para Ferran Torres fechar a vitória por 2–0 e garantir o clube novamente no topo da tabela.
Na rodada 32, voltou a ser destaque com um doblete diante o Celta; pouco antes de fazer o gol de empate, na vitória por 2–1, contra o Valladolid, aos 54 minutos. Após o tento, o brasileiro teria de enfrentar o Real Madrid para ampliar sua distância do time de Carlo Ancelotti. Assim que começara a 35ª jornada, o time de branco iniciou positivamente e Kylian Mbappé marcou seus primeiros dois gols no jogo. Na sequência, Eric García e Lamine Yamal viriam a empatar a partida e coube a Raphinha marcar o gol da virada e o quarto tento antes mesmo do fim do primeiro tempo. Aos 70 minutos o craque francês concluiria o seu hat-trick, mas os três pontos vieram aos Culés e aumentavam as chances do time de conquistar os três principais títulos espanhóis, pois estavam agora sete pontos a frente.
Nesse momento, o craque brasileiro havia marcado 34 gols na temporada – além de outras 23 assistências –. Mas foi nessa rodada diante os Merengues que o jogador chegou a marca de cinco gols no El Clássico e tornou-se o quinto brasileiro com mais gols nesse jogo. Ali também se consagrou como o brasileiro que mais contribuiu com tentos no Clássico em uma só temporada.
Após o jogo diante os Merengues, Raphinha retornou aos gramados na rodada 36 e precisava apenas de uma vitória para conseguir o título antecipadamente. Então, no dia 15 de maior de 2025, no RCDE Stadium, os Culés bateram o Espanyol por 2–0 e sagraram-se campeões espanhóis.
Por conta de suas atuações exemplares na equipe catalã, eventualmente, o brasileiro foi eleito o Melhor Jogador de La Liga da temporada vigente, além de integrar o Elenco da Temporada. Após o troféu conquistado, o gaúcho afirmou que os seus cinco troféus em solo espanhol não seriam sua a única ambição no elenco Catalão:
| “                                                            | Muita gente achou que estávamos mortos e que iríamos lutar pelo terceiro lugar. Dependia de nós e conseguimos. Não vou parar por aqui. Conquistei tudo o que era possível na Espanha com essa camisa, e agora é a nossa vez de vencer a Liga dos Campeões, que é o sonho do nosso clube, não apenas dos jogadores e da comissão técnica. Chegamos perto nesta temporada, mas na próxima vamos dar tudo de nós. | ” |
| — Raphinha sobre o título espanhol e seus objetivos futuros. | |   |

Em 12 de janeiro de 2025, Raphael teve atuação de destaque na vitória do Barcelona sobre o arquirrival Real Madrid por 5–2, garantindo o título da Supercopa da Espanha. O jogador brasileiro contribuiu diretamente para o triunfo ao marcar dois gols e fornecer uma assistência. Seu primeiro gol ocorreu por meio de uma finalização de cabeça, enquanto o segundo foi um belo gol aproveitando falhas defensivas da equipe adversária. Além disso, Raphinha assistiu Alejandro Balde no quarto gol da partida. Tal performance fez com que o brasileiro fosse condecorado como o Melhor Jogador da Final da Supercopa.

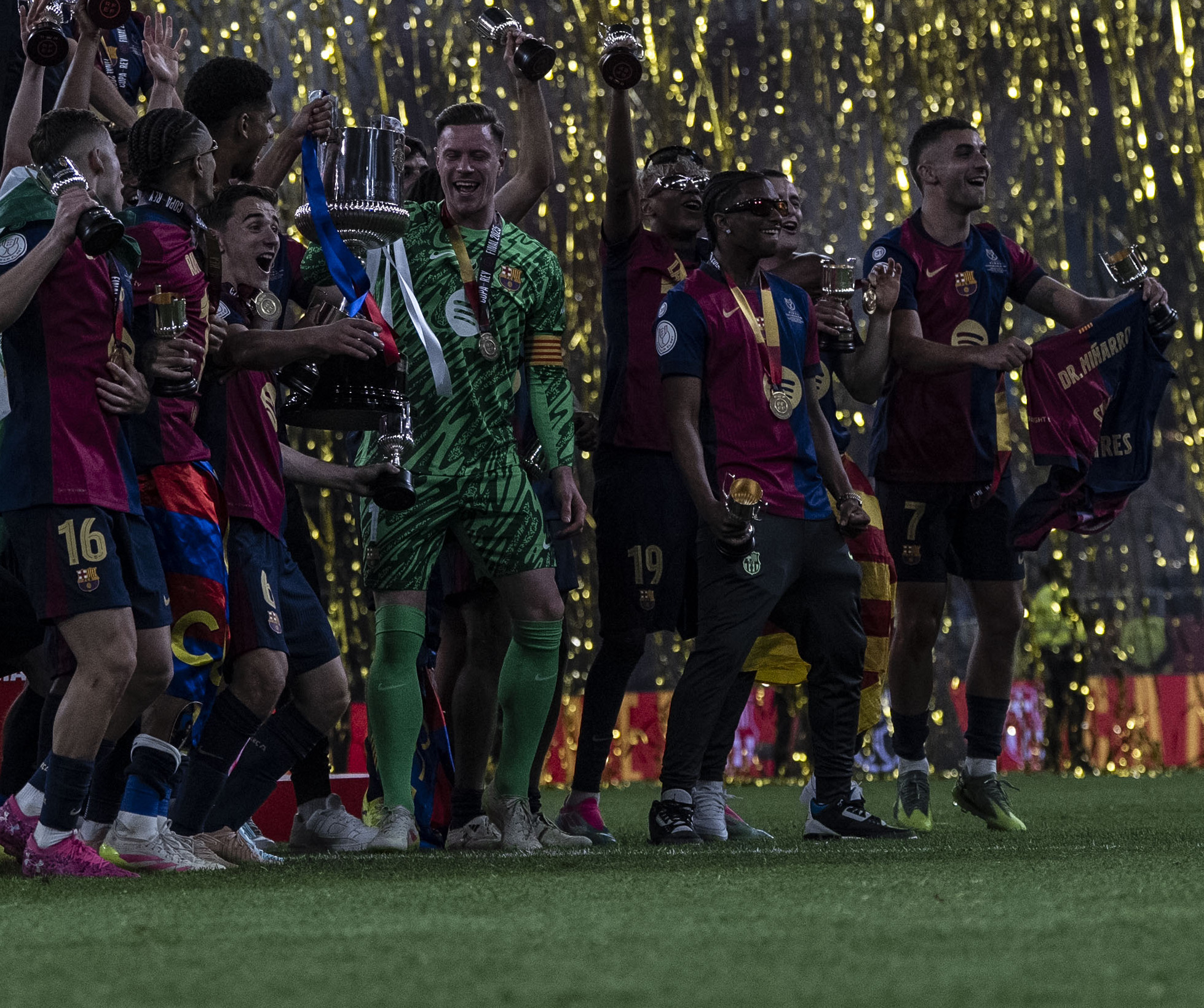
O elenco do Barcelona comemorando o título da Copa del Rey.

Raphinha também viria a conquistar a Copa del Rey, mas com menos gols feitos. Em sua estreia, nas oitavas de final, marcou seu único tento na competição aos 58 minutos contra o Real Betis. Na partida, fizera o terceiro gol em uma goleada por 5–1.
Nos próximos dois jogos foi muito importante nos tentos dos Culés por dar duas assistências em cada jogo. A partir disso, isto é, do primeiro jogo da semifinal contra o Atlético de Madrid, deixou de participar diretamente de gols, mas esteve em campo durante toda a campanha que culminou em mais uma vitória diante o Real Madrid na final da Copa e o segundo troféu do brasileiro em tal época.
Apesar de não repetir o sucesso coletivo, Raphinha foi um dos grandes nomes da Liga dos Campeões da UEFA de 2024–25. A equipe tivera uma estreia ruim ao perderem de 2–1 contra o Monaco na primeira partida, mas logo vieram em busca dos primeiros três pontos na partida seguinte e lá o brasileiro marcou seu primeiro gol diante o BSC Young Boys. Na 3ª rodada, fez um hat-trick memorável diante o Bayern de Munique, seguido de mais um gol contra o Estrela Vermelha. Futuramente, nas rodadas 6 e 7, marcou contra o Borussia Dortmund e contemplou um doblete diante o Benfica no Estádio da Luz.
Ao passar de Fase, voltou a enfrentar os dois últimos times que fizera gols. Nas oitavas, marcou o único gol do jogo de ida, novamente em Portugal, e fez seu segundo doblete contra os Encarnados no Camp Nou em uma vitória por 3–1. Depois, marcou seu penúltimo gol na goleada por 4–0 contra o Dortmund no jogo de ida. Ao avançarem às semifinais, o Barcelona era uma equipe favorita e o desempenho de Raphinha era tido como um dos melhores do mundo. Todavia, o time não conseguiu vencer a Inter de Milão em nenhum dos jogos e foi eliminado em um agregado de 7–6, tendo o brasileiro marcado um gol na partida de volta no Estádio Giuseppe Meazza.
Mesmo sem conquistar o principal troféu da Europa, Raphinha saiu da competição muito aclamado. Com 14 partidas, 13 gols e nove assistências, o brasileiro liderou os rankings de gols e assistências ao mesmo tempo. E tal período, especulava-se muito que o prêmio da Bola de Ouro podia ser dado ao jogador do time Catalão, mas o seu sucesso ocorria juntamente com a da jovem promessa Lamine Yamal – o que fazia com que os holofotes fossem divididos entre ambos os jogadores. Apesar do seu nome ser um dos mais cotados, ele afirmou em entrevista que não tinha como objetivo tal prêmio:
| “                                       | Para te falar a verdade, não é um objetivo pessoal meu. Obviamente se eu for um dos candidatos e estiver presente na premiação, já é uma vitória para mim, independente de ganhar ou não. Por tudo o que eu passei na minha carreira, fora extracampo, só o fato de estar lá é uma vitória imensa. Não é um objetivo pessoal ganhar a Bola de Ouro. Eu tenho os meus, mas dentro de campo. Meu único objetivo é ser melhor hoje do que fui ontem. | ” |
| — Raphinha sobre vencer a Bola de Ouro. | |   |

No dia 22 de maio de 2025, o Barcelona anunciou a renovação de contrato de Raphinha. O jogador oficializou o acordo na sede do time em uma reunião com o presidente, Joan Laporta, e o diretor esportivo, Deco. O novo vínculo vai até 30 de junho de 2028, com extensão de um ano em relação aos termos anteriores.

## Seleção Brasileira

### Principal
No dia 13 de agosto de 2021, Raphinha foi convocado pela primeira vez para a Seleção Brasileira, para as partidas contra Chile, Argentina e Peru pelas Eliminatórias da Copa do Mundo FIFA de 2022., mas sua estreia só ocorreu no dia 7 de outubro de 2021, quando foi responsável por duas assistências na vitória por 3-1 contra a Venezuela pelas Eliminatórias da Copa do Mundo FIFA de 2022.
No dia 14 de outubro de 2021, Raphinha foi escalado pela primeira vez como titular e marcou dois gols contra o Uruguai pelas Eliminatórias da Copa do Mundo FIFA de 2022, ao ser questionado sobre a partida, Raphinha disse:
| “ | Vai ser difícil essa noite passar, vai ser difícil esquecer essa noite, não precisava acabar nunca. Vou voltar para lá focado naquilo que me fez chegar aqui, o bom trabalho no Leeds, vou fazer meu trabalho bem feito para voltar outras vezes. | ” |

### Copa do Mundo de 2022

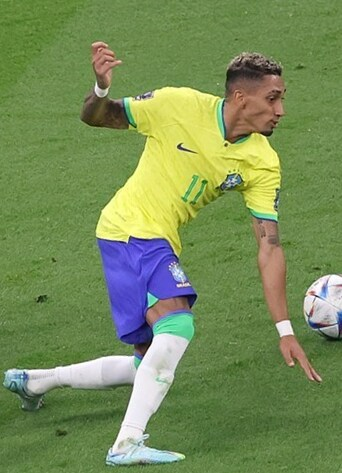
Raphinha, na Copa do Mundo de 2022.

Em 7 de novembro de 2022, Tite anunciou a convocação da Seleção para Copa do Mundo de 2022. Entre muitos nomes certos no Catar o de Raphinha foi chamado para disputar o torneio.
Raphinha estreou com o pé direito na Copa do Mundo do Catar 2022, no Estádio Nacional de Lusail, em Lusail, a Canarinho venceu a Sérvia por 2 a 0, em duelo válido pela primeira rodada do grupo G. Os golos da  partida foram marcados por Richarlison.
Ao final da competição, o atleta não conseguiu participar diretamente de gols, e esteve com o elenco brasileiro até as quartas de final, quando a Seleção foi eliminada diante a Croácia nas penalidades. O atacante não chegou a realizar nenhuma cobrança.
Após essa partida, Raphinha retornou a Seleção para disputar as Eliminatórias para Copa de 2026, onde já marcou um gol na goleada diante a Bolívia por 5 a 1, sob o comando de Fernando Diniz. Mesmo após a demissão dele, o atleta esteve presente na primeira convocação de seu sucessor, Dorival Júnior, que fez sua estreia em um amistoso diante a Inglaterra. Nesse jogo, o atacante foi muito criticado por suas performances baixas que já o acompanhavam há alguns jogos pelo Brasil e pelo Barcelona, sua equipe naquele momento.

### Copa América 2024
Raphinha foi convocado por Dorival Júnior para Copa América de 2024.
Na competição, o jogador participou de todos os jogos e marcou um gol diante a Colômbia na última rodada da Fase de Grupos. No jogo seguinte, pelas quartas de final, o Brasil enfrentou o Uruguai e empatou em 0 a 0 no tempo normal. Raphinha foi substituído no fim do segundo tempo e viu os brasileiros deixarem a competição após uma derrota nas penalidades.
Superando seus colegas de Seleção, Raphinha foi o único brasileiro que esteve presente no Time do Torneio da Copa América de 2024. O jogador esteve no elenco cujo ataque era formado por Lautaro Martínez e Lionel Messi, ambos campeões daquela edição de Competição.

## Estatísticas
Atualizadas até 26 de abril de 2025.

### Clubes
| Clube               | Temporada         | Campeonato nacional | Campeonato nacional | Campeonato nacional | Copa nacional[a] | Copa nacional[a] | Copa nacional[a] | Competições continentais[b] | Competições continentais[b] | Competições continentais[b] | Outros torneios[c] | Outros torneios[c] | Outros torneios[c] | Total | Total | Total   |
| Clube               | Temporada         | Jogos               | Gols                | Assist.             | Jogos            | Gols             | Assist.          | Jogos                       | Gols                        | Assist.                     | Jogos              | Gols               | Assist.            | Jogos | Gols  | Assist. |
| ------------------- | ----------------- | ------------------- | ------------------- | ------------------- | ---------------- | ---------------- | ---------------- | --------------------------- | --------------------------- | --------------------------- | ------------------ | ------------------ | ------------------ | ----- | ----- | ------- |
| Vitória Guimarães B | 2015–16           | 16                  | 5                   | 0                   | —                | —                | —                | —                           | —                           | —                           | —                  | —                  | —                  | 16    | 5     | 0       |
| Vitória Guimarães B | Total             | 16                  | 5                   | 0                   | —                | —                | —                | —                           | —                           | —                           | —                  | —                  | —                  | 16    | 5     | 0       |
| Vitória Guimarães   | 2015–16           | 1                   | 0                   | 0                   | —                | —                | —                | —                           | —                           | —                           | —                  | —                  | —                  | 1     | 0     | 0       |
| Vitória Guimarães   | 2016–17           | 32                  | 4                   | 6                   | 9                | 0                | 1                | —                           | —                           | —                           | —                  | —                  | —                  | 41    | 4     | 7       |
| Vitória Guimarães   | 2017–18           | 32                  | 15                  | 4                   | 5                | 3                | 1                | 6                           | 0                           | 0                           | —                  | —                  | —                  | 43    | 18    | 5       |
| Vitória Guimarães   | Total             | 65                  | 19                  | 10                  | 14               | 3                | 2                | 6                           | 0                           | 0                           | —                  | —                  | —                  | 85    | 22    | 12      |
| Sporting            | 2018–19           | 24                  | 4                   | 1                   | 8                | 2                | 0                | 4                           | 1                           | 1                           | —                  | —                  | —                  | 36    | 7     | 2       |
| Sporting            | 2019–20           | 4                   | 2                   | 0                   | 1                | 0                | 0                | —                           | —                           | —                           | —                  | —                  | —                  | 5     | 2     | 0       |
| Sporting            | Total             | 28                  | 6                   | 1                   | 9                | 2                | 0                | 4                           | 1                           | 1                           | —                  | —                  | —                  | 41    | 9     | 2       |
| Rennes              | 2019–20           | 22                  | 5                   | 3                   | 4                | 2                | 1                | 4                           | 0                           | 0                           | —                  | —                  | —                  | 30    | 7     | 4       |
| Rennes              | 2020–21           | 6                   | 1                   | 2                   | —                | —                | —                | —                           | —                           | —                           | —                  | —                  | —                  | 6     | 1     | 2       |
| Rennes              | Total             | 28                  | 6                   | 5                   | 4                | 2                | 1                | 4                           | 0                           | 0                           | —                  | —                  | —                  | 36    | 8     | 6       |
| Leeds United        | 2020–21           | 30                  | 6                   | 9                   | 1                | 0                | 0                | —                           | —                           | —                           | —                  | —                  | —                  | 31    | 6     | 9       |
| Leeds United        | 2021–22           | 35                  | 11                  | 3                   | 1                | 0                | 0                | —                           | —                           | —                           | —                  | —                  | —                  | 36    | 11    | 3       |
| Leeds United        | Total             | 65                  | 17                  | 12                  | 2                | 0                | 0                | —                           | —                           | —                           | —                  | —                  | —                  | 67    | 17    | 12      |
| Barcelona           | 2022–23           | 36                  | 7                   | 7                   | 5                | 2                | 2                | 7                           | 1                           | 3                           | 2                  | 0                  | 0                  | 50    | 10    | 12      |
| Barcelona           | 2023–24           | 28                  | 6                   | 9                   | 1                | 1                | 0                | 7                           | 3                           | 2                           | 1                  | 0                  | 0                  | 37    | 10    | 11      |
| Barcelona           | 2024–25           | 31                  | 15                  | 10                  | 5                | 1                | 4                | 12                          | 12                          | 7                           | 2                  | 2                  | 1                  | 50    | 30    | 22      |
| Barcelona           | Total             | 95                  | 28                  | 26                  | 11               | 4                | 6                | 26                          | 16                          | 12                          | 5                  | 2                  | 1                  | 137   | 51    | 45      |
| Total na carreira   | Total na carreira | 297                 | 81                  | 54                  | 40               | 11               | 9                | 40                          | 17                          | 13                          | 5                  | 2                  | 1                  | 382   | 111   | 77      |

- a. ^ Jogos da Taça de Portugal, Taça da Liga, Copa da França, Copa da Inglaterra e Copa do Rei
- b. ^ Jogos da Liga dos Campeões da UEFA e Liga Europa
- c. ^ Jogos da Supercopa da Espanha

### Seleção Brasileira
Abaixo estão listados todos os jogos, gols e assistências do futebolista pela Seleção Brasileira.
Seleção Principal
| Ano               | Copa do Mundo | Copa do Mundo | Copa do Mundo | Copa América | Copa América | Copa América | Qualificação Mundial | Qualificação Mundial | Qualificação Mundial | Amistosos | Amistosos | Amistosos | Total | Total | Total   |
| Ano               | Jogos         | Gols          | Assist.       | Jogos        | Gols         | Assist.      | Jogos                | Gols                 | Assist.              | Jogos     | Gols      | Assist.   | Jogos | Gols  | Assist. |
| ----------------- | ------------- | ------------- | ------------- | ------------ | ------------ | ------------ | -------------------- | -------------------- | -------------------- | --------- | --------- | --------- | ----- | ----- | ------- |
| 2021              | —             | —             | —             | —            | —            | —            | 5                    | 2                    | 2                    | 0         | 0         | 0         | 5     | 2     | 2       |
| 2022              | 5             | 0             | 0             | —            | —            | —            | 2                    | 1                    | 0                    | 4         | 2         | 2         | 11    | 3     | 2       |
| 2023              | —             | —             | —             | —            | —            | —            | 4                    | 1                    | 1                    | —         | —         | —         | 4     | 1     | 1       |
| 2024              | —             | —             | —             | 4            | 1            | 0            | 4                    | 3                    | 0                    | 3         | 0         | 1         | 11    | 4     | 1       |
| 2025              | —             | —             | —             | —            | —            | —            | 2                    | 1                    | 1                    | 0         | 0         | 0         | 2     | 1     | 1       |
| Total na carreira | 5             | 0             | 0             | 4            | 1            | 0            | 17                   | 8                    | 4                    | 7         | 2         | 3         | 33    | 11    | 7       |

## Títulos
Sporting
- Taça da Liga: 2018–19
- Taça de Portugal: 2018–19

Barcelona
- Supercopa da Espanha: 2022–23, 2024–25
- Campeonato Espanhol: 2022–23, 2024–25[97]
- Copa del Rey: 2024–25[142]

### Individuais
- Revelação do Ano do Vitória de Guimarães: 2017[143]
- Equipe ideal da Copa América: 2024
- Melhor Jogador do Mês da La Liga: agosto de 2024[144]
- Melhor jogador da final da Supercopa da Espanha: 2024–25[103]
- Equipe da Temporada da La Liga: 2024–25[99]
- Melhor jogador da La Liga: 2024–25

### Artilharias
- Supercopa da Espanha de 2024–25: 2 gols
- Liga dos Campeões da UEFA de 2024–25: 13 gols[123]

### Assistências
- Liga dos Campeões da UEFA de 2024–25: 9 assistências